# Gardena - Valle Lunga - Puez nel Parco Naturale Puez-Odle
Gardena - Valle Lunga - Puez nel Parco Naturale Puez-Odle este o arie protejată (arie specială de conservare — SAC, sit de importanță comunitară — SCI) din Italia întinsă pe o suprafață de 5.396 ha, integral pe uscat.

## Localizare
Centrul sitului Gardena - Valle Lunga - Puez nel Parco Naturale Puez-Odle este situat la coordonatele 46°35′01″N 11°48′59″E / 46.5836°N 11.8164°E.

## Înființare
Situl Gardena - Valle Lunga - Puez nel Parco Naturale Puez-Odle a fost declarat sit de importanță comunitară în septembrie 1995 pentru a proteja 1 specie de plante și 15 specii de animale. Situl a fost protejat și ca arie specială de conservare în noiembrie 2016.

## Biodiversitate
Situată în ecoregiunea alpină, aria protejată conține 13 habitate naturale: Tufărișuri cu Pinus mugo și Rhododendron hirsutum (Mugo-Rhododendretum hirsuti), Pajiști alpine și boreale, Lespezi calcaroase, Ape puternic oligomezotrofe cu vegetație bentonică cu Chara spp., Păduri alpine de Larix decidua și/sau Pinus cembra, Pante stâncoase calcaroase cu vegetație casmofită, Fânețe montane, Pajiști alpine și subalpine calcaroase, Mlaștini alcaline, Râuri de munte și vegetația erbacee de pe malurile acestora, Formațiuni ierboase bogate în specii de Nardus, dezvoltate pe substraturi silicioase în zone montane (și în zone submontane, în Europa continentală), Grohotișuri calcaroase și de șisturi calcaroase de la nivelul montan până la nivelul alpin (Thlaspietea rotundifolii), Păduri acidofile de Picea de la nivel montan la nivel alpin (Vaccinio-Piceetea).
La baza desemnării sitului se află mai multe specii protejate:
- plante (1): papucul doamnei (Cypripedium calceolus)
- păsări (13): minunița (Aegolius funereus), potârnichea de stâncă (Alectoris graeca saxatilis), acvilă de munte (Aquila chrysaetos), cocoșul de mesteacăn (Bonasa bonasia), ciocănitoare neagră (Dryocopus martius), Eudromias morinellus, șoim călător (Falco peregrinus), Lagopus muta helvetica, ciocănitoare de munte (Picoides tridactylus), ciocănitoare verzuie (Picus canus), sitar de pădure (Scolopax rusticola), sturz (Turdus pilaris), sturzul de vâsc (Turdus viscivorus)
- nevertebrate (2): fluturele auriu (Euphydryas aurinia), Vertigo genesii

Pe lângă speciile protejate, pe teritoriul sitului au mai fost identificate 47 de specii de plante, 11 specii de păsări, 1 specie de amfibieni, 1 specie de mamifere, 1 specie de nevertebrate.